# Egidio Romualdo Duni
Egidio Romualdo Duni (Matera, Basilicata, 11 de febrer de 1709 - París, 11 de juny 1775) fou un compositor italià que va treballar a Itàlia, França i Anglaterra, escrivint tant òperes italianes com franceses.

## Biografia
Duni va aprendre música amb el seu pare, Francesco Duni, i dues de les seves germanes. El seu germà gran Antonio també fou compositor de bona anomenada. A l'edat de nou anys, va ser acceptat al Conservatorio di Santa Maria de Loreto, de Nàpols. Allí va treballar amb Giovanni Battista Pergolesi, Giovanni Paisiello, Leonardo Vinci i altres mestres de l'òpera italiana.
Es va establir el 1757 a París, on va compondre diverses opéras-comiques, molt sovint amb textos de Charles-Simon Favart, gairebé totes amb gran èxit. El seu primer èxit va ser l'òpera Nerone, presentat al Carnaval de Roma el 1735.
Més tard es va traslladar a Londres, on va compondre Demofoonte (1737); després va tornar a Itàlia al servei del duc de Parma. L'última part de la seva carrera va transcórrer a França, on va tenir un paper clau en el desenvolupament de la Comédie mêlée d'ariettes, amb obres com Le peintre amoureux de son modèle (1757), La fée Urgèle (1765), i L'école de la jeunesse (1765).
Va morir a París.

## Composicions

### Òperes italianes
- Nerone (Roma, 1735)
- Adriano in Siria (1735–1736)
- Giuseppe riconosciuto (1736)
- La tirannide debellata (1736)
- Demofoonte (Londres, 1737)
- Didone abbandonata (1739)
- Catone in Utica (1740)
- Bajazet (1743)
- Antaserse (1744)
- Ipermestra (1748)
- Ciro riconosciuto (1748)
- L'Olimpiade (Parma, 1755)
- La buona figliuola (Parma, 1756)
- Alessandro nelle Indie
- Adriano
- Demetrio

### Òperes franceses
- Ninette à la cour (Parma, 1755)
- La chercheuse d'esprit (París, 1756)
- Le peintre amoureux de son modèle (París, (1757)
- Le docteur Sangrado (Saint Germain, 1758)
- La fille mal gardée (París, 1758)
- La veuve indécise (París, 1759)
- L'isle de foux (París, 1760)
- Nina et Lindor (1761)
- Mazet, (París, 1761)
- La bonne fille (París, 1762)
- Le retour au village (París, 1762)
- La plaidreuse et le procés (París, 1763)
- Le milicien (Versailles, 1763)
- Les deux chasseurs et la laitière (1763)
- Le rendez-vous, (París, 1763)
- La fée Urgèle (Fontainebleau, 1765)
- L'école de la jeunesse (París, 1765)
- La clochette, (París, 1766)
- Les moissonneurs, (París, 1768)
- Les sabots, (París, 1768)
- Themire, (Fontainebleau, 1770)